# Бакчасарай (Тукаевский район)
 Бакчасарай — деревня в Тукаевском районе Татарстана. Входит в состав Биклянского сельского поселения.

## География
Находится в северо-восточной части Татарстана на расстоянии приблизительно 16 км на юго-запад от юго-западной границы районного центра города Набережные Челны непосредственно у южной границы территории аэропорта Бегишево.

## История
Основана в 1920-х годах.

## Население
Постоянных жителей было: в 1938 году — 251, в 1949—225, в 1958—181, в 1970—173, в 1979—156, в 1989 — 87, 74 в 2002 году (татары 99 %), 71 в 2010.

## Культура
Начальная школа, клуб.